# آلباتروس ال۱۰۲
آلباتروس ال۱۰۲ (به انگلیسی: Albatros_L102) یک هواگرد از نوع هواپیمای آموزشی ساخت شرکت آلباتروس فلوکتسایک‌ورک در آلمان است. هواگرد آلباتروس ال۱۰۲ نخستین پروازش را در سپتامبر 1932 میلادی انجام داد. در مجموع، تعداد 10 فروند از این هواگرد ساخته شده‌است.